# Yoʻldosh Aʼzamov
Yoʻldosh Aʼzamov (* 10. Mai 1909 in Taschkent; † 16. Juni 1985 ebd.) war ein usbekisch-sowjetischer Schauspieler sowie Film- und Theater-Regisseur.

## Leben
Yoʻldosh Aʼzamov war von 1926 bis 1930 Schauspieler für die Filmstudios Sovkino und Vostokkino. In den 1930er Jahren schloss er die Ausbildung am Gerassimow-Institut für Kinematographie in Moskau, in der Werkstatt von Sergey Komarov und Fyodor Nikitin, ab. Seit 1930 arbeitete er als Schauspieler und Leiter des Filmstudios „Uzbekgoskino“ (später Filmstudio „Usbekfilm“). Er war Autor von Propagandafilmen im Stil von Wochenschauen und Dokumentationen. Ende der 1930er Jahre war er Direktor des Taschkenter Tatra-Theaters für junge Zuschauer (heute das Junge Theater Usbekistans) und künstlerischer Leiter des Republikanischen Puppentheaters (beide in Taschkent).
Im Jugendtheater gab es das Stück „Das schöne Gesicht eines Dinosauriers“ von Walentin Katajew, „Unsere Waffe“ von Aleksandr Kron und „Aside“.
Seit 1939 war er Regisseur und Leiter des Usbekfilm. Er war Mitglied der Union der Kameraleute der Usbekischen SSR und seit 1946 der  Kommunistischen Partei der Sowjetunion. 
A’zamov starb am 16. Januar 1985 in Taschkent. Er wurde auf dem Chigatai-Friedhof beigesetzt.

## Ehrungen
- Verdienter Künstler der Usbekischen SSR (1965)
- Volkskünstler der Usbekischen SSR (1970)
- Volkskünstler der UdSSR (1979)
- Nationalpreis des Usbekischen Staatlichen Wissenschaftszentrums, benannt Hamza Hakimzoda Niyoziy (1970) – für Postanovs Film „Past Days“.
- Orden der Oktoberrevolution
- Ehrenzeichen der Sowjetunion (1959)
- Medaille „Für Arbeitsauszeichnung“ (1951)
- Ehrenurkunden des Präsidiums des Obersten Rates der Usbekischen SSR